# Distrito de Sitajara

División política de Tacna.

El distrito peruano de Sitajara es uno de los 8 distritos de la provincia de Tarata, ubicada en el Departamento de Tacna, bajo la administración del Gobierno regional de Tacna, Perú.
Desde el punto de vista jerárquico de la Iglesia católica forma parte de la diócesis de Tacna y Moquegua la cual, a su vez, pertenece a la arquidiócesis de Arequipa.

## Historia
El distrito fue creado mediante Ley n.º 12414 del 7 de noviembre de 1955, en el gobierno de Manuel Prado y Ugarteche.

## Demografía
La población es de 560 habitantes (298 hombres y 363 mujeres).

## Autoridades

### Municipales
- 2019-2022
  - Alcalde: DENIZ QUENTA CRUZ, de FUERZA TACNA.
  - Regidores:

  1. LUCRECIA FELIZA QUIROGA VALLEJOS (FUERZA TACNA)
  2. LUCILA MAMANI MAMANI (FUERZA TACNA)
  3. FROILA PLACIDO (Acción Popular)
  4. ELVIA (Acción Popular)
  5. HUGO QUENTA (Vamos Perú)

## Festividades
- San Juan Bautista
- San Bartolo